# The Celtic Winter
The Celtic Winter – szóste demo polskiej grupy muzycznej Graveland. Wydawnictwo ukazało się w maju 1994 roku nakładem wytwórni muzycznej Melissa Productions. Również w 1994 roku utwory "Hordes of Empire", "The Gates to the Kingdom of Darkness" i "The Return of Funeral Winds" ukazały się w formie minialbumu pt. The Celtic Winter. Nagrania wydała firma No Colours Records.

## Lista utworów
Opracowano na podstawie materiału źródłowego.
| Strona A 1. "Intro" – 03:16 2. "Call of the Black Forest" – 04:22 3. "Hordes of Empire" – 04:38 4. "The Night of Fullmoon" – 05:32 | Strona B 1. "The Gates to the Kingdom of Darkness" – 06:42 2. "The Return of Funeral Winds" – 08:25 3. "Outro" – 03:17 |

## Twórcy
Opracowano na podstawie materiału źródłowego.
- Robert "Rob Darken" Fudali – śpiew, gitara elektryczna, instrumenty klawiszowe
- Grzegorz "Karcharoth" Jurgielewicz – gitara elektryczna, gitara basowa
- Maciej "Capricornus" Dąbrowski – perkusja

## Wydania
| Rok  | Nr katalogowy | Format        | Wytwórnia                  | Region            | Źródło |
| ---- | ------------- | ------------- | -------------------------- | ----------------- | ------ |
| 1994 | M 0007        | Cass          | Melissa Productions        | Polska            | [ 2 ]  |
| 1994 | NC 001        | CD, MiniAlbum | No Colours Records         | Niemcy            | [ 2 ]  |
| 1996 | NC 010        | CD            | No Colours Records         | Niemcy            | [ 2 ]  |
| 2000 | C.A. 035      | Cass, Ltd     | Counter Attack Productions | Bułgaria          | [ 2 ]  |
| 2001 | 10 kol        | Cass          | Kolovrat                   | Ukraina           | [ 2 ]  |
| 2008 | Dark013       | LP, Ltd       | Darkland Records           | Niemcy            | [ 2 ]  |
| 2009 | FPR020        | CD            | Forever Plagued Records    | Stany Zjednoczone | [ 2 ]  |